# Krásné (district de Žďár nad Sázavou)
Pour les articles homonymes, voir Krásné.
Krásné (en allemand : Krasna) est une commune du district de Žďár nad Sázavou, dans la région de Vysočina, en République tchèque. Sa population s'élevait à 110 habitants en 2020.

## Géographie
Krásné se trouve à 9,5 km au sud-ouest de Polička, à 19,5 km au sud-sud-est de Žďár nad Sázavou, à 51 km au sud-sud-est de Jihlava et à 132 km au sud-est de Prague.
La commune est limitée par Březiny et Pustá Rybná au nord, par Telecí et Spělkov à l'est, par Daňkovice au sud-est, par Sněžné au sud et à l'ouest, et par Křižánky à l'ouest.

## Histoire
La première mention écrite de la localité date de 1390.

## Transports
Par la route, Krásné se trouve à 16,5 km de Polička, à 26 km de Žďár nad Sázavou, à 63,5 km de Jihlava et à 184 km de Prague.